# Bratislao I de Bohemia
Bratislao (o Wratislaus o Vratislaus) I (en checo: Vratislav I.; c. 888  – 13 de febrero de 921), fue un noble checo, miembro de la dinastía Přemyslida. Fue Duque de Bohemia desde 915 hasta su muerte.

## Vida
Era hijo del Duque Bořivoj I de Bohemia y su mujer Ludmila y el hermano menor del Duque Spytihněv I. Alrededor de 906, se casó con Drahomíra, una princesa heveliana, para estrechar lazos cercanos con los Eslavos polabios. Tuvieron al menos dos hijos, Venceslao y Boleslao, los cuales sucedieron a Bratislao como duques de Bohemia. Algunos historiadores creen que Střezislava, la mujer del Slavník, fundador de la dinastía Slavník, también fue su hija.
A la muerte de su hermano mayor Spytihněv en 915, Bratislao pasó a ser duque en una época en que las tierras Bohemias alrededor Castillo de Praga constituían una esfera política y cultural propia diferente de la de la Gran Moravia e influenciadas por Francia Oriental, especialmente durante el gobierno del duque Arnulfo de Baviera. Los contemporáneos Annales Fuldenses informan que ya en 900 las fuerzas bávaras habían atacado al Príncipe Mojmir II de Moravia en alianza con los Bohemios. Por otro lado, el Duque Vratislao permitió el paso y colaboró con los invasores húngaros en su campaña de 915 contra el duque sajón Enrique el Pajarero.
Se atribuye a Bratislao la fundación de la basílica de San Jorge en el Castillo de Praga, y también la de la ciudad Silesia de Wrocław (Bratislavia). Murió luchando contra los húngaros, posiblemente en 919, a pesar de que 921 es dado como fecha más frecuentemente.